# Danh sách phim THVL phát sóng năm 2021
Đây là danh sách phim do THVL phát sóng trong năm 2021.
← 2020 - 2021 - 2022→

## THVL1 - Phim Sitcom
Những bộ phim này phát sóng từ 17:00 đến 17:30 các ngày từ thứ Hai đến thứ Sáu trên kênh THVL1.
- Lưu ý: Từ ngày 18 tháng 2 đến 7 tháng 4, khung giờ được nối tiếp bởi phát lại phim Nanh thép (phim do HPlus sản xuất vào năm 2020) [1]

| Thời gian             | Tên                       | Số tập | NSX           | Đoàn làm phim | Bài hát chủ đề                                 | Thể loại           | Ghi chú |
| --------------------- | ------------------------- | ------ | ------------- | --- | ---------------------------------------------- | ------------------ | --- |
| 8 tháng 2 – 9 tháng 6 | Em trai bố dượng (phần 2) | 45     | Hải Nam Media | Trần Minh Ngân, Nguyễn Minh (đạo diễn); Nhóm kịch bản Việt (biên kịch); Phương Dung, Thanh Duy, Phương Hằng, Đào Vân Anh, Ngọc Tưởng, Ngô Phương Anh, Kiều Ngân, Phùng Đức Tính, Thạch Thảo, Khánh Thy, Quý Ân, Hà Linh, Ngọc Ân, Thu Thủy, Thanh Tuấn, Mai Dũng, Thùy Dương, Thành Tá, Long Hồ, Ngọc Hạnh, Mỹ Dung,... | Có lẽ là tình yêu Thể hiện: Thanh Duy - Kha Ly | Tình cảm, hài kịch | Nối tiếp bằng khung giờ mới dành cho phim Việt Nam phát lại (biên tập thành 30 phút x 1 tập) và sau đó quy hoạch lại thành khung phim Nước Ngoài từ 16h40 đến 17h30 |

## THVL1 - Phim truyện giờ vàng

### Khung 20 giờ
Những bộ phim này phát sóng từ 20:00 đến 20:50 các ngày từ thứ Hai đến thứ Bảy trên kênh THVL1.
| Thời gian                                  | Tên                     | Số tập | NSX                  | Đoàn làm phim | Bài hát chủ đề | Thể loại                          | Ghi chú                                                                      |
| ------------------------------------------ | ----------------------- | ------ | -------------------- | --- | --- | --------------------------------- | ---------------------------------------------------------------------------- |
| 8 tháng 2 – 7 tháng 4                      | Sui gia khắc khẩu       | 50     | Hãng phim Xuân Phước | Xuân Phước (đạo diễn); Phạm Thị Thúy Phượng (kịch bản); Hoài Linh, Thanh Hằng, Phi Phụng, Phương Dung, Thanh Tùng, Hoàng Sơn, Lương Thế Thành, Thúy Diễm, Lê Bê La, Kha Ly, Thanh Duy, Linh Tý, Bích Trâm, Lucy Như Thảo, Lê Huỳnh, Mỹ Linh, Trịnh Xuân Nhản, Cẩm Như, Hà Linh, Quỳnh Châu,... | Nghĩa tình sui gia Thể hiện: Hồ Thanh Danh - Thuận Yến Sui gia khắc khẩu Sáng tác và thể hiện: Sơn Hạ               | Tâm lý xã hội, tình cảm, hài kịch | Hoãn 1 tập vào ngày 11 tháng 2 để phát sóng chương trình tết Nguyên Đán 2021 |
| 8 tháng 4 – 25 tháng 6                     | Nghiệp sinh tử (phần 2) | 68     | Sao Phương Nam       | Bùi Ngọc Nam Phương (đạo diễn, kịch bản); Công Hậu, Hùng Minh, Mạc Can/Phi Bảo, Phi Điểu, Hoàng Sáng, Ngô Tuấn, Quang Trung, Lê Thúy, Đông Dương, Long Hồ, Huy Cường, Hòa Hiệp, Thanh Trúc, Nguyệt Ánh, Bích Trâm, Phương Trâm, Thanh Hiền, Thái Điền, Kiều Khanh, Thanh Phương, Vũ Ngọc Ánh, Thanh Thức, Bùi Minh Hoàng, Ngô Thanh Tá, Lê Hữu Thủy,... | Đường về âm phủ Thể hiện: Mai Kha Tam cang ngũ thường Thể hiện: Mai Kha                                             | Thời xưa                          |                                                                              |
| 26 tháng 6 – 22 tháng 10                   | Canh bạc tình yêu       | 102    | Hãng phim Mia        | Trương Dũng (đạo diễn), Nguyễn Thị Mộng Thu (kịch bản); Lương Thế Thành, Vân Trang, Đặng Trà Xuân Minh, Minh Luân, Văn Phượng, Phương Hằng, Thanh Hiền, Tuyết Thu, Huỳnh Quý, Hà Trí Quang, Kiều Khanh, Quách Hữu Lộc, Lyna Trang, Ngọc Thảo, Phúc An, Thanh Hiền, Quốc Thảo, Oanh Kiều, Quốc Tân, Giang Thúy Viên, Ngân Quỳnh, Huỳnh Anh Tuấn, Huy Cường, Thanh Ngọc, Linh Trung, Tuyết Hương, Mã Trung, Ngọc Lý, Hoàng Thanh, Lam Tuyền, Bích Vân, Quang Đáng, Văn Anh,... | Giấc mơ ngày xưa Thể hiện: Thanh Nguyên Từ đây thôi nhé Thể hiện: Hiền Lê Một mai ta còn gặp nhau Thể hiện: Hiền Lê | Tâm lý xã hội, tình cảm           |                                                                              |
| 23 tháng 10 năm 2021 – 20 tháng 1 năm 2022 | Nghiệp sinh tử (phần 3) | 76     | Sao Phương Nam       | Bùi Ngọc Nam Phương (đạo diễn, kịch bản); Công Hậu, Hùng Minh, Mạc Can/Phi Bảo, Phi Điểu, Hoàng Sáng, Ngô Tuấn, Quang Trung, Lê Thúy, Đông Dương, Long Hồ, Huy Cường, Hòa Hiệp, Thanh Trúc, Nguyệt Ánh, Bích Trâm, Phương Trâm, Thanh Hiền, Thái Điền, Kiều Khanh, Thanh Phương, Vũ Ngọc Ánh, Thanh Thức, Bùi Minh Hoàng, Ngô Thanh Tá, Lê Hữu Thủy,... | Đường về âm phủ Thể hiện: Mai Kha Tam cang ngũ thường Thể hiện: Mai Kha                                             | Thời xưa                          |                                                                              |

### Khung 21:00 thứ Hai - thứ Ba
Bắt đầu từ 4/10/2021, THVL1 mở khung phim 21:00 sau khi phim Nước Ngoài kết thúc
Những bộ phim này phát sóng từ 21:00 đến 21:30 các ngày từ thứ Hai đến thứ Ba trên kênh THVL1.
| Thời gian                                  | Tên       | Số tập | NSX           | Đoàn làm phim | Bài hát chủ đề                                                                         | Thể loại                          | Ghi chú                                                                               |
| ------------------------------------------ | --------- | ------ | ------------- | --- | -------------------------------------------------------------------------------------- | --------------------------------- | ------------------------------------------------------------------------------------- |
| 4 tháng 10 năm 2021 – 31 tháng 10 năm 2022 | Lưới trời | 109    | Hãng phim Mia | Nguyễn Phương Điền (đạo diễn); Nguyễn Thị Mộng Thu (kịch bản); Nhật Kim Anh, Trung Dũng, Khương Thịnh, Thân Thúy Hà, Vũ Ngọc Ánh, Lê Anh Huy, Bích Ngọc, Lê Hạ Anh, Thanh Duy, Tim, Kim Phương, Bích Hằng, Xuân Hiệp, Tấn Thi, Ngọc Hạnh, Hồ Giang Bảo Sơn, Hải Lý, Nguyễn Văn Chung, Bích Trâm, Hồng Tài, Quốc Tân, Kim Xuân,... | Hoa trôi giữa dòng Thể hiện: Nhật Kim Anh Duyên lỡ Sáng tác và thể hiện: Hồ Trung Dũng | Tâm lý xã hội, tình cảm, hài kịch | Hoãn 1 tập vào ngày 31 tháng 1 năm 2022 để phát sóng chương trình tết Nguyên Đán 2022 |

### Khung 21:30 thứ Hai - thứ Ba
Bắt đầu từ 29/11/2021, THVL1 mở khung phim 21:30 sau khi phim Nước Ngoài kết thúc
Những bộ phim này phát sóng từ 21:30 đến 22:00 các ngày từ thứ Hai đến thứ Ba trên kênh THVL1
| Thời gian                                  | Tên       | Số tập | NSX           | Đoàn làm phim | Bài hát chủ đề | Thể loại | Ghi chú                                                                          |
| ------------------------------------------ | --------- | ------ | ------------- | --- | -------------- | -------- | -------------------------------------------------------------------------------- |
| 29 tháng 11 năm 2021 – 14 tháng 2 năm 2023 | Kẻ thù ác | 112    | Hãng phim Mia | Hiếu Dân (Đạo Diễn), Ngọc Bích (Biên Kịch); Long Hồ, Quốc Huy, Thanh Hiền, Hồ Giang Bảo Sơn, Lê Nhớ, Mỹ Thanh, Giang Thúy Viên, Nguyễn Tân, Phương Ngân, Hồ Ân, Bùi Phúc Lộc, Thanh Thư, Bé Bảo Xuyên,... |                | Hình sự  | Hoãn 1 tập vào ngày 31 tháng 1 năm 2022 để phát chương trình tết Nguyên Đán 2022 |